# Aszhat Tagibergen
Aszhat Tagibergenuli Tagibergen (kazak betűkkel: Асхат Тағыбергенұлы Тағыберген; Kizilorda, 1990. augusztus 9. –) kazak válogatott labdarúgó, az Ordabaszi Simkent játékosa.

## Pályafutása

### Klubcsapatokban
2016 februárjában az Asztana FK csapatához szerződött.
2017. június 15-én visszatért az Asztana egyesületéhez, miután egy évig kölcsönben a Tobil Kosztanajnál játszott.
2018. január 9-én a Kajszar csapatához igazolt.

### A válogatottban
Felnőtt szinten képviselte a kazak labdarúgó-válogatottat.
A Dánia elleni Eb-selejtező mérkőzésen szerzett gólját a forduló legszebb góljának választották.

#### Mérkőzései a válogatottban
| Kazahsztán | Kazahsztán | Kazahsztán |
| Év         | Mérk.      | Gólok      |
| ---------- | ---------- | ---------- |
| 2014       | 3          | 0          |
| 2015       | 2          | 0          |
| 2016       | 7          | 0          |
| 2017       | 6          | 0          |
| 2018       | 0          | 0          |
| 2019       | 5          | 0          |
| 2020       | 4          | 0          |
| 2021       | 8          | 0          |
| 2022       | 7          | 0          |
| 2023       | 3          | 2          |
| Összesen   | 45         | 2          |